# Soraluze / Placencia de las Armas
Soraluze / Placencia de las Armas (baskiska: Soraluze) är en kommun i Spanien. Den ligger i Gipuzkoaprovinsen i den autonoma regionen Baskien i norra delen av landet, 300 km norr om huvudstaden Madrid. Antalet invånare är 3 810 (2024). Arean är 14,22 kvadratkilometer. Soraluze / Placencia de las Armas gränsar till Eibar, Elgoibar och Bergara. 